# Raja Chari
Raja Jon Vurputoor Chari (* 24. Juni 1977 in Milwaukee (Wisconsin)) ist ein US-amerikanischer Colonel der United States Air Force, Testpilot und NASA-Astronaut. Er ist Absolvent der United States Air Force Academy, des MIT und der United States Naval Test Pilot School und weist eine Flugerfahrung von über 2000 Flugstunden auf.

## Jugend und Ausbildung
Raja Chari ist ein Sohn von Sreenivas V Chari aus Hyderabad und Peggy Egbert, einer amerikanischen Krankenschwester und späteren Lehrerin. Er wuchs in Cedar Falls (Iowa) auf und besuchte die Columbus High School im benachbarten Waterloo. Im Jahr 1999 schloss er die United States Air Force Academy mit einem Bachelor im Hauptfach Astronautical Engineering (deutsch Raumfahrtwissenschaften) und Engineering Science (deutsch Raumfahrttechnik), mit dem Nebenfach Mathematik, ab.

## Karriere bei der Luftwaffe
Nach Abschluss seines Masterstudiums absolvierte er ein Undergraduate-Piloten-Training des Air Education and Training Command auf der südlich von Enid (Oklahoma) gelegenen Vance Air Force Base (Vance AFB) in Oklahoma. Im Anschluss nahm an der F-15E Strike Eagle-Ausbildung auf der Seymour Johnson Air Force Base teil. Danach wurde er auf der Elmendorf Air Force Base und der Royal Air Force Station Lakenheath stationiert, wo er zur Unterstützung der Operation Iraqi Freedom eingesetzt wurde. Nach diesem Einsatz besuchte er die United States Naval Test Pilot School auf dem Marinefliegerstützpunkt Naval Air Station Patuxent River in Maryland und auf der Eglin Air Force Base war er Testpilot. Als Projektpilot zur Integration von Active Electronically Scanned Array-Radaren diente er für die Programme F-15C Eagle APG-63(V)3 und F-15E Strike Eagle APG-82. Chari besuchte das Command and General Staff College der U.S.Army in Fort Leavenworth und diente als CENTCOM-Time-Sensitive-Targeting-Officer. Bevor er für die NASA zum Training ausgewählt wurde, war er noch Kommandeur der 461st Flight Test Squadron auf der Edwards Air Force Base.

## NASA-Karriere
Im Juni 2017 wurde er für die NASA Astronaut Group 22 (Spitzname: The Turtles) ausgewählt, worauf er sich im August 2017 zum Dienst meldete, um die zweijährige Astronauten-Ausbildung zu beginnen. Im Dezember 2020 wurde er ausgewählt, um Teil eines Teams im NASA-Raumfahrprojekt Artemis zu sein, einer Gruppe von Astronauten, „die helfen sollen, den Weg für die nächsten Mondmissionen zu ebnen, einschließlich der Entsendung der ersten Frau und des nächsten Mannes auf die Mondoberfläche im Jahr 2024“. Im selben Monat wurde er als erster Astronaut der Gruppe 22 für eine Weltraummission ausgewählt. Am 11. November 2021 startete er als Kommandant der Mission SpaceX Crew-3 zur ISS. Die Landung erfolgte am 6. Mai 2022.

## Familie
Raja Chari ist mit Holly Schaffter Chari verheiratet, die ebenfalls aus Cedar Falls stammt. Das Paar hat drei Kinder.

## Auszeichnungen und Ehrungen
Während seiner Karriere bei der Air Force wurde Chari die Defense Meritorious Service Medal, die Meritorious Service Medal, die Aerial Achievement Medal, die Air Force Commendation Medal, die Air Force Achievement Medal, die Iraq Campaign Medal, die Korean Defense Service Medal und die Nuclear Deterrence Operations Service Medal verliehen. Chari ist ein Eagle Scout (Boy Scouts of America) und war ausgezeichneter Absolvent der U.S. Air Force Academy und des Undergraduate-Piloten-Trainings.